# Rhys ap Tewdwr
Pour les articles homonymes, voir Rhys.
Rhys ap Tewdwr (tué en avril 1093) roi de Deheubarth, royaume gallois, de 1078 à 1093 et membre de la Maison de Dinefwr, une lignée issue de Rhodri Mawr. Il nait dans la région qui est devenue l'actuel  Carmarthenshire et meurt lors d'un combat à Brecon en avril 1093.

## Origine
Rhys ap Tewdr est le fils de Tewdwr ap Cadell ap Einion ap Owain ap Hywel Dda.

## Règne
Rhys ap Tewdwr accède au trône de Deheubarth en 1078. Deux ans plus tard en 1081 allié avec Gruffydd ap Cynan roi de Gwynedd, il bat et tue Trahaearn ap Caradog lors de la bataille de Mynydd Carn.
En 1088, il est expulsé de son royaume par les « fils de Bleddyn » et doit se réfugier en Irlande où il rassemble une flotte de Norvégiens-Gaëls pour reprendre le combat et tuer Madog ap Bleddyn et Rhiryd ap Bleddyn lors de la bataille de Llech-y-crau.
Rhys ap Tewdwr rencontre en 1091 Gruffud ap Mareddud dans un combat près de Llandudoch ; il le met en fuite, le poursuit et le tue. Il est tué lui-même deux ans plus tard par les Normands dans le Brycheiniog et après lui le « royaume du sud » tombe entre les mains des anglo-normands qui occupent le Dyfed et le Ceredigion ; c'est alors que Bernard de Neuf-Marché fonde un prieuré bénédictin à Brecon.

## Postérité
Rhys ap Tewdwr se marie plusieurs fois mais seul le nom de l'une de ses épouses est connue 
Il épouse vers 1080, Gwladys, la fille de Rhiwallon ap Cynfyn de Gwynedd de la lignée de Maison de Mathrafal du Powys. qui lui donne :
- Gruffydd ap Rhys Ier
- Nest, épouse de Gérald de Windsor, chatellain de Pembroke ancêtre des familles Fitzgerald et de Barry d'Irlande. Ces familles Hiberno-Normandes, ou Cambro-Normandes, s'intégreront dans la  Pairie d'Irlande au XIVe siècle. Nest fut ensuite enlevée par son cousin Owain ap Cadwgan.
- Gwenllian
- Efa
- Ardden.

Une première épouse anonyme lui avait donné
- Goronwy (mort en 1103)
- Hywel
- Owain

## Sources
- (en) Mike Ashley British Kings & Queens    Robinson (Londres 1998)  (ISBN 1841190969). " Rhys apTewdwr "  p. 337-338, table p. 331.
- (en) A history of Wales from the earliest times to the Edwardian conquest, Volume 2, John Edward Lloyd, 1911